# Strákarnir okkar
Strákarnir okkar (tj. Naši chlapci) je islandský hraný film z roku 2005, který režíroval Róbert Ingi Douglas podle vlastního scénáře. Film pojednává o coming outu v prostředí fotbalu. Snímek byl v ČR uveden v roce 2007 na filmovém festivalu Febiofest pod názvem Vyautovaná jedenáctka.

## Děj
Ottar Thor je hvězdný hráč vrcholového fotbalového klubu KR. Během rozhovoru s novináři a před spoluhráči v kabině nečekaně oznámí, že je gay. Jeho otec, také je trenérem mužstva, je šokován a má obavy o svou pověst. Po Ottarově coming outu už s ním spoluhráči nechtějí hrát klub ho vyloučí, protože se obává o svou image. Také jeho bývalá manželka Gugga tuto informaci těžce snáší, ani Ottarův mladistvý syn Magnus se s novou situací nemůže vyrovnat a otci se stále více odcizuje.
Jeho kamarád, který trénuje fotbalový tým se dvěma homosexuály v amatérské lize mu nabídne, aby přestoupil k nim. Ottar naváže s jedním ze spoluhráčů milostný vztah. V jeho novém týmu narůstají problémy. Heterosexuální hráči opouštějí klub a namísto nich přicházejí homosexuální fotbalisté, takže se změní na čistě gay tým. To má pro klub závažné důsledky, protože protihráči odmítají nastupovat k zápasům a mužstvo tak kontumačně vyhrává.
Mezitím, jak roste popularita gay týmu, představitelé klubu KR přehodnocují svůj názor na Ottara a přemýšlejí, jak ho získat zpět. Rozhodnou se uspořádat přátelské utkání mezi oběma týmy. Stadion je vyprodaný. Zápas sice končí 8:0 ve prospěch KR, ale i gayové svým způsobem vyhráli.

## Obsazení
| Björn Hlynur Haraldsson     | Ottar Thor |
| Helgi Björnsson             | Pétur      |
| Arnmundur Ernst Björnsson   | Magnus     |
| Lilja Nótt Þórarinsdóttir   | Gugga      |
| Sigurður Skúlason           | Eiríkur    |
| Lilja Guðrún Þorvaldsdóttir | Ragnheiður |
| Jón Atli Jónason            | Orri       |
| Björk Jakobsdóttir          | Lára       |
| Damon Younger               | Brósi      |
| Erlendur Eiríksson          | Alfreð     |